# Incontro delle Organizzazioni Giovanili Comuniste Europee
L'Incontro delle Organizzazioni Giovanili Comuniste Europee (IOGCE; in inglese Meeting of European Communist Youth Organizations), talvolta citato come Incontro Europeo delle Gioventù Comuniste e abbreviato con MECYO, è una riunione annuale delle organizzazioni giovanili comuniste provenienti da vari stati dell'Europa.
L'Incontro ha come scopo lo scambio di esperienza tra le organizzazioni partecipanti e lo sviluppo di posizioni comuni in determinati ambiti. Proprio per questo ogni incontro prevede una serie di dibattiti e seminari e, al termine di ogni edizione, le organizzazioni giovanili redigono e pubblicano una dichiarazione politica comune.

## Edizioni
| Edizione | Anno | Città                          | Dichiarazione finale |
| -------- | ---- | ------------------------------ | -------------------- |
| I        | 2000 | Madrid, Spagna                 |                      |
| II       | 2003 | Atene, Grecia                  |                      |
| III      | 2004 | Lisbona, Portogallo            |                      |
| IV       | 2005 | Istanbul, Turchia              |                      |
| V        | 2006 | Praga, Repubblica Ceca         |                      |
| VI       | 2007 | Istanbul, Turchia              |                      |
| VII      | 2008 | Barcellona, Spagna             |                      |
| VIII     | 2010 | Bruxelles, Belgio              |                      |
| IX       | 2011 | Praga, Repubblica Ceca         |                      |
| X        | 2014 | Madrid, Spagna                 | [ 1 ]                |
| XI       | 2015 | Francoforte sul Meno, Germania | [ 2 ]                |
| XII      | 2016 | Roma, Italia                   | [ 3 ]                |
| XIII     | 2017 | Istanbul, Turchia              | [ 4 ]                |
| XIV      | 2018 | Atene, Grecia                  |                      |

## Organizzazioni partecipanti
| Stato       | Organizzazione                                            | XV   | XIV   | XIII     | XII  | XI                   | X      | IX    | VIII      | VII        | VI       | V     | II    |
| Stato       | Organizzazione                                            | 2019 | 2018  | 2017     | 2016 | 2015                 | 2014   | 2011  | 2010      | 2008       | 2007     | 2006  | 2003  |
| Stato       | Organizzazione                                            | Linz | Atene | Istanbul | Roma | Francoforte sul Meno | Madrid | Praga | Bruxelles | Barcellona | Istanbul | Praga | Atene |
| ----------- | --------------------------------------------------------- | ---- | ----- | -------- | ---- | -------------------- | ------ | ----- | --------- | ---------- | -------- | ----- | ----- |
| Austria     | Gioventù Comunista d'Austria                              |      |       | –        | x    | x                    | x      | x     | x         | –          | –        | x     | ?     |
| Belgio      | Comac                                                     |      |       | –        | –    | x                    | x      | x     | x         | x          | x        | x     | ?     |
| Cipro       | Organizzazione della Gioventù Democratica Unita           |      |       | x        | x    | x                    | x      | x     | x         | x          | –        | x     | ?     |
| Croazia     | Giovani Socialisti                                        |      |       | x        | x    | –                    | –      | –     | –         | –          | –        | –     | ?     |
| Francia     | Movimento Giovani Comunisti di Francia                    |      |       | -        | x    | x                    | x      | -     | x         | -          | -        | -     | ?     |
| Germania    | Gioventù Socialista Operaia Tedesca                       |      |       | x        | x    | x                    | x      | x     | x         | x          | -        | x     | ?     |
| Grecia      | Gioventù Comunista di Grecia                              |      |       | x        | x    | x                    | x      | x     | x         | x          | x        | x     | ?     |
| Italia      | Federazione Giovanile Comunisti Italiani                  |      |       | -        | -    | -                    | x      | -     | -         | -          | -        | -     | ?     |
| Italia      | Fronte della Gioventù Comunista                           |      |       | x        | x    | x                    | -      | -     | -         | -          | -        | -     | -     |
| Italia      | Giovani Comunisti/e                                       |      |       | -        | -    | -                    | -      | -     | -         | -          | -        | x     | ?     |
| Norvegia    | Giovani Comunisti in Norvegia                             |      |       | -        | -    | -                    | x      | -     | x         | -          | -        | x     | ?     |
| Paesi Bassi | Movimento della Gioventù Comunista                        |      |       | x        | x    | -                    | -      | -     | -         | -          | -        | x     | ?     |
| Polonia     | Gioventù del Partito Comunista di Polonia                 |      |       | x        | -    | -                    | -      | x     | -         | -          | -        | x     | ?     |
| Portogallo  | Gioventù Comunista Portoghese                             |      |       | x        | x    | x                    | x      | x     | x         | -          | x        | x     | ?     |
| Regno Unito | Lega Giovanile Comunista                                  |      |       | -        | -    | -                    | -      | -     | x         | x          | x        | x     | ?     |
| Rep. Ceca   | Unione della Gioventù Comunista                           |      |       | x        | x    | x                    | x      | x     | x         | -          | x        | x     | ?     |
| Russia      | Lega della Gioventù Comunista Rivoluzionaria (bolscevica) |      |       | x        | x    | x                    | x      | x     | x         | -          | x        | x     | ?     |
| Serbia      | Lega della Gioventù Comunista di Jugoslavia               |      |       | x        | x    | -                    | -      | -     | x         | -          | -        | -     | ?     |
| Spagna      | Collettivi dei Giovani Comunisti                          |      |       | x        | x    | x                    | x      | x     | x         | x          | x        | -     | ?     |
| Spagna      | Gioventù Comunista di Catalogna                           |      |       | -        | x    | x                    | x      | -     | -         | x          | -        | -     | ?     |
| Spagna      | Unione delle Gioventù Comuniste di Spagna                 |      |       | x        | x    | x                    | x      | x     | x         | x          | x        | x     | ?     |
| Svezia      | Gioventù Comunista di Svezia                              |      |       | x        | -    | -                    | x      | -     | -         | -          | -        | -     | ?     |
| Svezia      | Gioventù Comunista Rivoluzionaria                         |      |       | -        | -    | -                    | -      | -     | -         | -          | -        | x     | ?     |
| Turchia     | Gioventù Comunista di Turchia                             |      |       | x        | x    | x                    | x      | x     | x         | x          | x        | -     | ?     |
| Ungheria    | Fronte di Sinistra – Alleanza della Gioventù Comunista    |      |       | -        | x    | -                    | x      | -     | -         | -          | -        | -     | ?     |